# Louis Ducouret
Pour les articles homonymes, voir Ducouret.
Louis Ducouret, né le 2 octobre 1771 à Luxé (Charente), mort le 31 août 1813 à Irun (Espagne), est un militaire français de la Révolution et de l’Empire.

## États de service
Il entre en service le 1er janvier 1778, comme volontaire de la marine sur les bâtiments de l’état, et le 1er mai 1791, il passe dans le 1er bataillon de volontaires de la Charente. Il est élu lieutenant par ses camarades le 17 octobre 1791, et il fait les campagnes de 1792 à l’an III, à l’armée du Nord. 
Il reçoit son brevet de capitaine le 28 février 1793, et il est blessé le lendemain 1er mars, d’un coup de feu à la poitrine, mais il ne voulut quitter le champ de bataille qu’après la cessation des combats. Lors de la réorganisation des corps d’infanterie en avril 1796, il passe dans la 4e demi-brigade d’infanterie légère de deuxième formation, avec laquelle il fait en l’an IV et en l’an V, les campagnes de l’armée d’Italie. Il se trouve au siège de Mantoue en juillet – août 1796, ainsi qu’aux batailles de Lonato les 3 et 4 août 1796, et de Rivoli les 14 et 15 janvier 1797. 
En mai 1798, il embarque à Toulon pour l’armée d’Orient, et sa conduite lors de la bataille des Pyramides du 21 juillet 1798, lui vaut le grade de chef de bataillon qui lui est accordé le 6 août 1798. Il se couvre de gloire lors du siège de Saint-Jean-d’Acre de mars à mai 1799. Rentré en France après la capitulation d’Alexandrie, il est nommé major le 3 novembre 1803, au 7e régiment d’infanterie légère, qui se trouve au camp de Brest, et il est fait chevalier de la Légion d’honneur le 25 mars 1804.
De 1808 à 1813, il sert à l’armée d’Espagne, et à l’armée du Portugal. Il est promu colonel le 7 septembre 1811, au 3e régiment d’infanterie de ligne, et il meurt en combattant à la tête de son régiment, sur le champ de bataille le 31 août 1813, pendant le passage de la Bidassoa, lors de la bataille de San Marcial.

## Sources
- A. Lievyns, Jean Maurice Verdot, Pierre Bégat, Fastes de la Légion-d'honneur, biographie de tous les décorés accompagnée de l'histoire législative et réglementaire de l'ordre, Tome 4, Bureau de l’administration, 1844, 640 p. (lire en ligne), p. 339.
- G. Dumont, Bataillons de volontaires nationaux (cadres et historiques), Paris, Charles Lavauzelle, 1914, 494 p. (lire en ligne), p. 56-57.
- Danielle Quintin et Bernard Quintin, Dictionnaires des colonels de Napoléon, S.P.M., 2013, 978 p. (ISBN 978-2-296-53887-0, lire en ligne)
- Louis Du Couret, Les Mystères du Désert : souvenirs de voyages en Asie et en Afrique, Volume 1, Dentu, Paris, 1859, p. 14.
- Prosper Boissonnade, Histoire des volontaires de la Charente pendant la révolution (1791-1794), L. Coquemard, 1890, p. 49.
- Bulletins et mémoires, Société archéologique et historique de la Charente, 1993, p. 41.
- Historique Du 3e Régiment D'Infanterie Ex-Piémont, 1569-1891, Bourgue, 1894, page 300